# Milicz
Milicz là một thị trấn thuộc huyện Milicki, tỉnh Dolnośląskie ở miền tây nam Ba Lan. Thị trấn có diện tích 14 km². Đến ngày 1 tháng 1 năm 2011, dân số của thị trấn là 11887 người và mật độ 881 người/km².